# Austrolimnophila (Austrolimnophila) petasma
Austrolimnophila (Austrolimnophila) petasma is een tweevleugelige uit de familie steltmuggen (Limoniidae). De soort komt voor in het Afrotropisch gebied.